# Pater Noster-skärgården
Pater Noster-skärgården este o arie protejată (arie specială de conservare — SAC, sit de importanță comunitară — SCI) din Suedia întinsă pe o suprafață de 2.415,8 ha, integral pe uscat.

## Localizare
Centrul sitului Pater Noster-skärgården este situat la coordonatele 57°54′50″N 11°29′15″E / 57.9139°N 11.4876°E.

## Înființare
Situl Pater Noster-skärgården a fost declarat sit de importanță comunitară în iulie 2000 pentru a proteja 1 specie de animale. Situl a fost protejat și ca arie specială de conservare în martie 2011.

## Biodiversitate
Situată în ecoregiunile continentală și marină Atlantică, aria protejată conține 2 habitate naturale: Faleze cu vegetație de pe coastele atlantice și baltice, Recifuri.
La baza desemnării sitului se află o specie protejată de  mamifere: focă obișnuită (Phoca vitulina).